# Liste von Hochschulpreisen
Hochschulpreise wurden ins Leben gerufen, um Diplomanden verschiedener Hochschulen mit besonderen Leistungen und guten Zukunftsperspektiven auszuzeichnen. Oft werden diese Preise nicht von den Hochschulen selbst vergeben, sondern von Organisationen der Wirtschaft, staatlichen Einrichtungen und/oder einzelnen Ländern ausgelobt. Die Hochschulpreise werden entsprechend dem breiten Spektrum an Studienrichtungen in unterschiedlichen Themenbereichen vergeben, wie zum Beispiel für Wirtschaftswissenschaften. Die Preisträger erhalten für ihre Diplom- bzw. Masterarbeiten neben der eigentlichen Auszeichnung auch eine Geldprämie. Letztere ist von Preis zu Preis verschieden und soll den Weg in die berufliche Zukunft erleichtern.

## Forschungsministerin und Preise
Eine Bekräftigung für die bestehenden und auch für die noch entstehenden Hochschulpreise ist ein Ausspruch der Forschungsministerin Annette Schavan aus dem Bundestag vom Mai 2007. Diese betonte, dass Wissenschaft und Wirtschaft „natürliche Partner“ einer erfolgreichen Forschungs- und Technologiepolitik sind. Weiterhin seien mit Hilfe von Kooperation Innovationen in den Bereichen Forschung und Entwicklung möglich, diese wiederum seien der Schlüssel für Wachstum und Beschäftigung.

## Nationale Preise
Deutschland – Österreich – Schweiz

## Deutschland

### Bundesweite Ausschreibung
- Arno-Esch-Preis
- DAI-Hochschulpreis
- Deutsch-Französischer Hochschulpreis
- Henkel-BME-Hochschulpreis
- Hochschulpreis der Deutsch-Niederländischen Gesellschaft
- Hochschulpreis Nachwachsende Rohstoffe (sowie Österreich und Schweiz)
- Postbank Finance Award

### Regionale Ausschreibung
- Hochschulpreis der Bauwirtschaft Rheinland-Pfalz
- Hochschulpreis der Landeshauptstadt München
- Hochschulpreis des Evangelischen Bundes (Hessen)
- Hochschulpreis des Niederrheinischen Bezirksvereins
- Hochschulpreis für ausländische Studierende
- Hamburger Lehrpreis
- Koblenzer Hochschulpreis
- Landesforschungspreis Baden-Württemberg
- Landeslehrpreis Baden-Württemberg
- Landeslehrpreis Nordrhein-Westfalen
- Potsdamer Hochschulpreis für archivrechtliche Arbeit
- Straubinger Hochschulpreis

## Österreich

### Bundesweite Ausschreibung
- David-Kopf (sowie Deutschland und Schweiz)
- Hochschulpreis Nachwachsende Rohstoffe (sowie Deutschland und Schweiz)
- Karriere-Preis der DZ BANK Gruppe (sowie Deutschland und Schweiz)

### Regionale Ausschreibung
- Graf-Chotek-Hochschulpreis

## Schweiz

### Landesweite Ausschreibung
- David-Kopf (sowie Deutschland und Österreich)
- Hochschulpreis Nachwachsende Rohstoffe (sowie Deutschland und Österreich)
- Karriere-Preis der DZ BANK Gruppe (sowie Deutschland und Österreich)
- Prix Bartholdi (sowie Deutschland und Frankreich)